# Karl Peter Leffler
K.P. Leffler, vid dopet Carl Petter Martin Leffler, född 2 april 1863 i Edshult, Leksands socken, död 30 november 1922 i Härnösand, var journalist och folkmusiksamlare. Fadern Johan Alfred var provinsialläkare, farfader Sven Peter Leffler läkare, skriftställare och boktryckare.

Leffler blev filosofie kandidat vid Uppsala universitet 1887 och medarbetare i tidningen "Västernorrlands Allehanda" i Härnösand 1906. Senare kom han att på heltid vara verksam inom museibranschen.  Under sin studietid hade han tagit intryck av landsmålsföreningarna i Uppsala och kom att utge bidrag till Sveriges folkmusik- och hembygdsforskning. Sin syn på folkmusiken gav han uttryck för i sin uppmaning till spelmännen vid spelmanstävlingen i Sundsvall 1908: "Spela edra gamla, präktiga polskor, marscher och gammelvalser, men bry er inte om, tvärtom akta er för alla moderna saker, sådant som spelas på positiv, dragspel och grammofon".